# Triades de Mykérinos

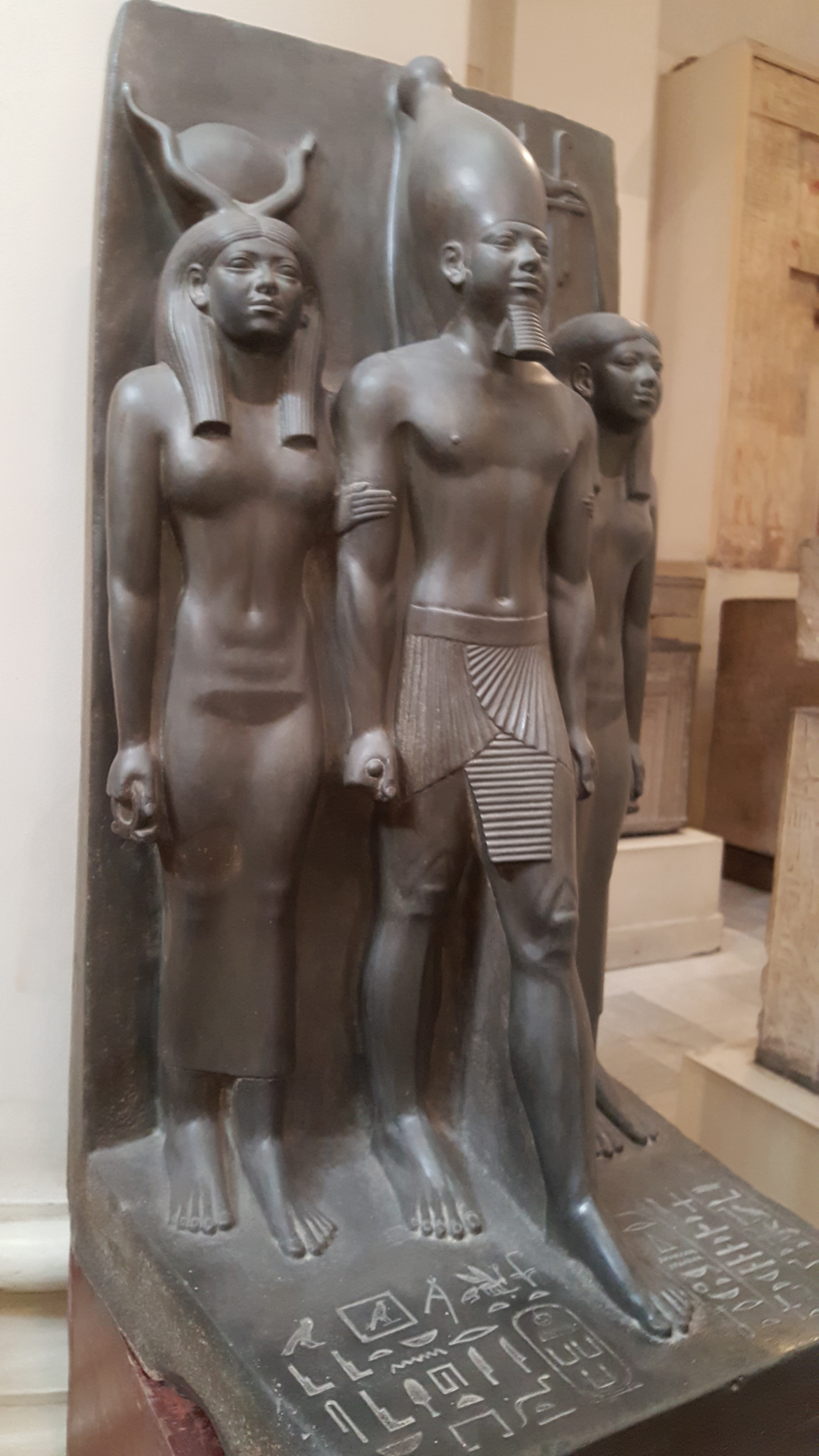
La triade avec les déesses, conservée au Musée égyptien du Caire

Les Triades de Mykérinos sont des hauts-reliefs en grauwacke (sorte de grès), représentant le pharaon Mykérinos debout, encadré par deux personnages. Elles sont au nombre de cinq auxquelles s'ajoute une statue du pharaon en compagnie de son épouse, tous découverts au même endroit.

## Historique
Les groupes sculptés, appelés triades, sont découverts lors des campagnes de fouilles de 1908-1910 menées par l'archéologue américain George Andrew Reisner pour l'université Harvard et le Musée de Boston sur le site du temple funéraire de la vallée dédié à Mykérinos à Gizeh, en contrebas de la pyramide de ce pharaon. Lors de cette campagne, Reisner découvre quatre triades bien conservées avec Mykérinos représenté chaque fois différemment mais d'une facture analogue et une cinquième en mauvais état, puis en 1910 un dernier groupe statuaire, dyade du pharaon en compagnie de son épouse, presque toutes ces statues sont dans un état de conservation remarquable et font partie des plus grands chef-d’œuvre de la sculpture de l'Ancien Empire parvenus jusqu'à nous. Les fragments d'une cinquième triade ont été aussi mis au jour, les archéologues estiment, en jumelant le pharaon à chaque lieu de prédilection de la déesse Hathor et en référence aux huit chapelles du temple, que les triades pouvaient à l'origine être au nombre de huit. Selon l'hypothèse de l’égyptologue Wendy Wood, elles auraient même pu être trente, une pour chaque région de l’Égypte.
Trois des quatre triades intactes sont conservées au Musée du Caire. La quatrième et la dyade, intactes elles aussi, ainsi que la triade fragmentaire, sont exposées au Musée des Beaux-Arts de Boston.

## Description

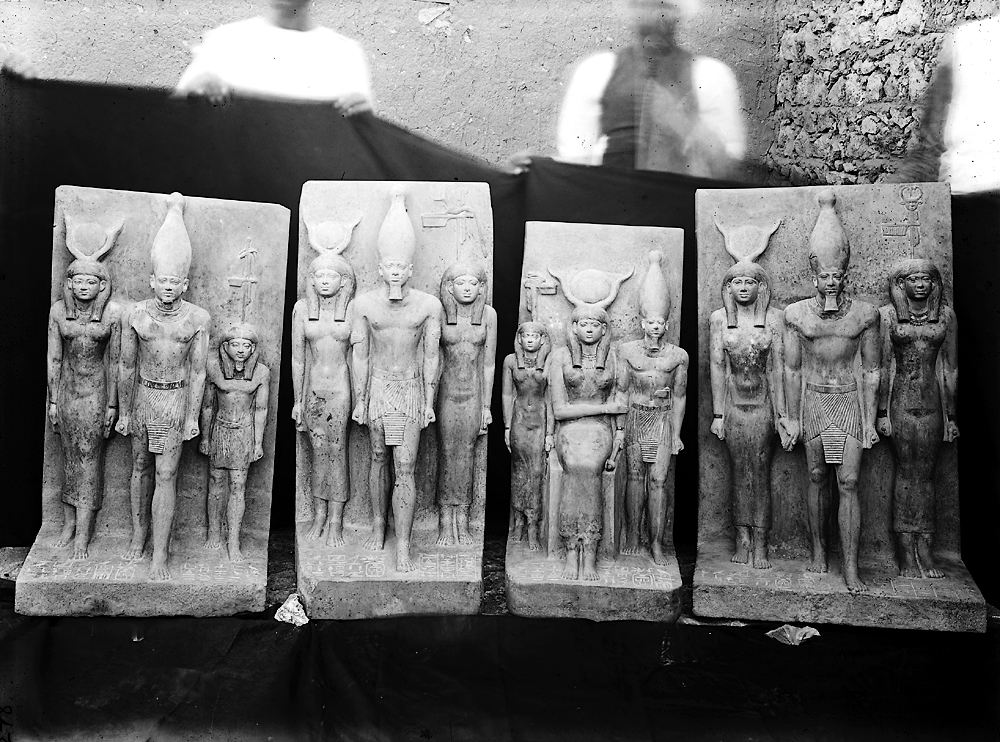
Les quatre triades intactes en 1908 lors de leur découverte. Photographie de George Andrew Reisner.

Les triades ont une hauteur entre 85 et 95 cm, une largeur entre 43 et 50 cm. Elles sont toutes composées sur le même modèle avec quelques variations : le pharaon au centre, coiffé de la couronne blanche de Haute-Égypte, à sa droite la déesse Hathor, mais pour l'un des groupes, celui de Boston, c'est la déesse assise qui est au centre. Hathor est reconnaissable aux cornes de vache entourant le disque solaire portées sur la tête. À la gauche de Mykérinos, toujours de taille un peu inférieure, le nome d'une région du royaume personnifié par une femme ou un homme sans attribut particulier, seul un grand hiéroglyphe gravé au-dessus de sa tête le détermine. Le roi est un peu plus en avant mais reste, comme les deux autres personnages, engagé dans le fond de la stèle. Avec la déesse, il avance la jambe gauche, alors que le nome reste parfois pieds joints. Sur l'aplat du socle sont gravées des formules hiéroglyphiques, le dos de la stèle est lisse.

## Signification iconographique
Le pharaon est accompagné à chaque fois de la déesse Hathor, déesse du ciel, de la vie et de l'amour, figurée debout ou assise et d'une troisième divinité personnifiant des nomes du pays dont celui de Thèbes, celui d'Hermopolis Magna, celui d'Abydos et celui de Cynopolis. Le cinquième nome n'a pu être identifié en raison de l'état fragmentaire de la statue. Mykérinos est figuré en position debout, paré d'un pagne de cérémonie. Athlétique et éternellement jeune il adopte l'attitude de la marche protégé ou encouragé par le geste de la déesse Hathor. Dans le contexte funéraire, les sculptures sont une illustration des encouragements à la résurrection du roi.

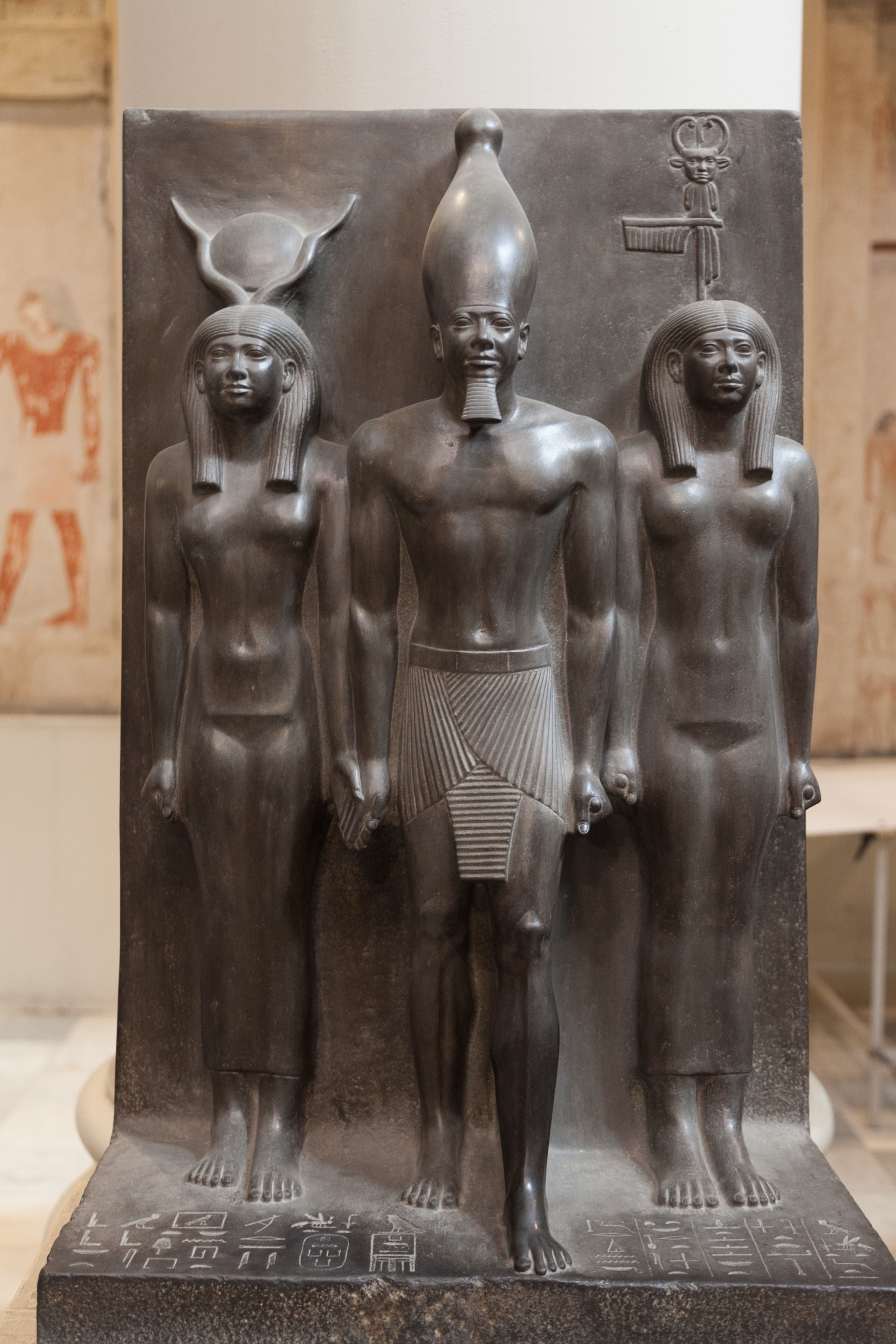
Triade du nome de Diospolis Parva, 7e nome, nome de la Bât, 95,5 × 48 cm Musée égyptien du Caire JE 46499.
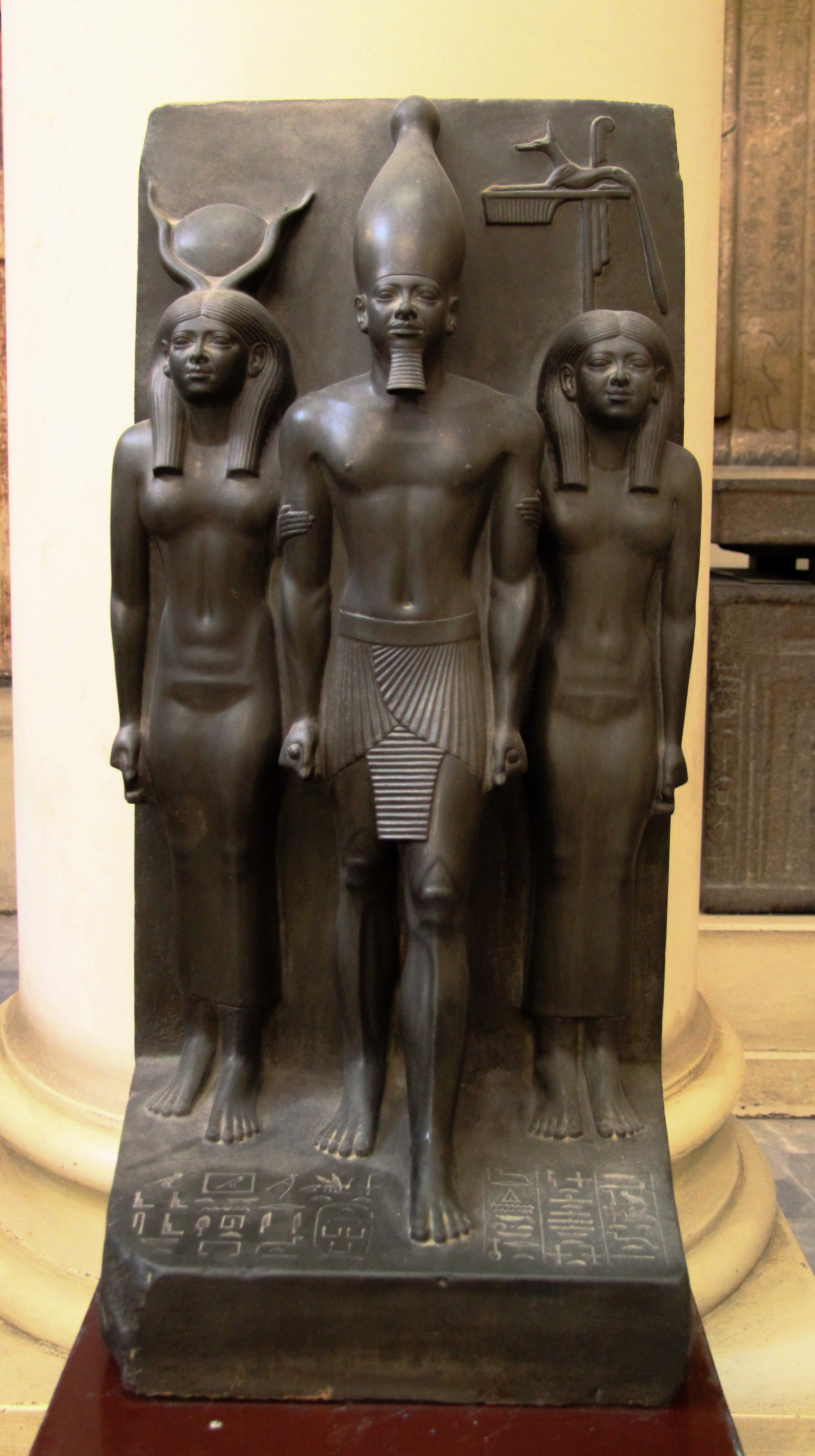
Triade du 17e nome, Cynopolis, nome du Chacal. Le personnage du nome passe son bras dans le dos du roi. 92,5 × 43 cm. Musée du Caire JE 40679
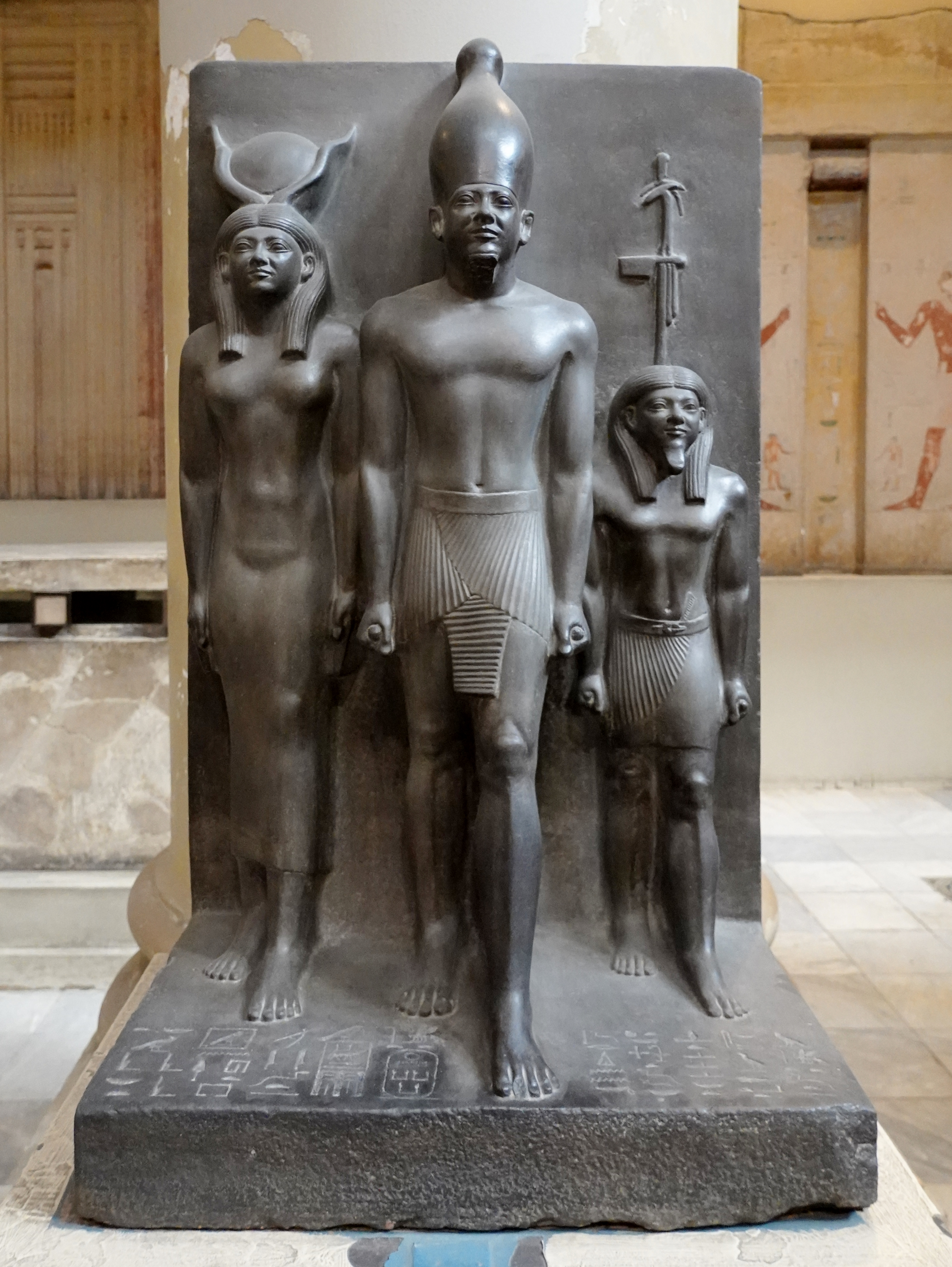
Triade du 4e nome de Haute-Égypte, Thèbes, nome du Sceptre. Le personnage du nome est un homme très petit. 93 × 47 cm. Musée du Caire JE 40678
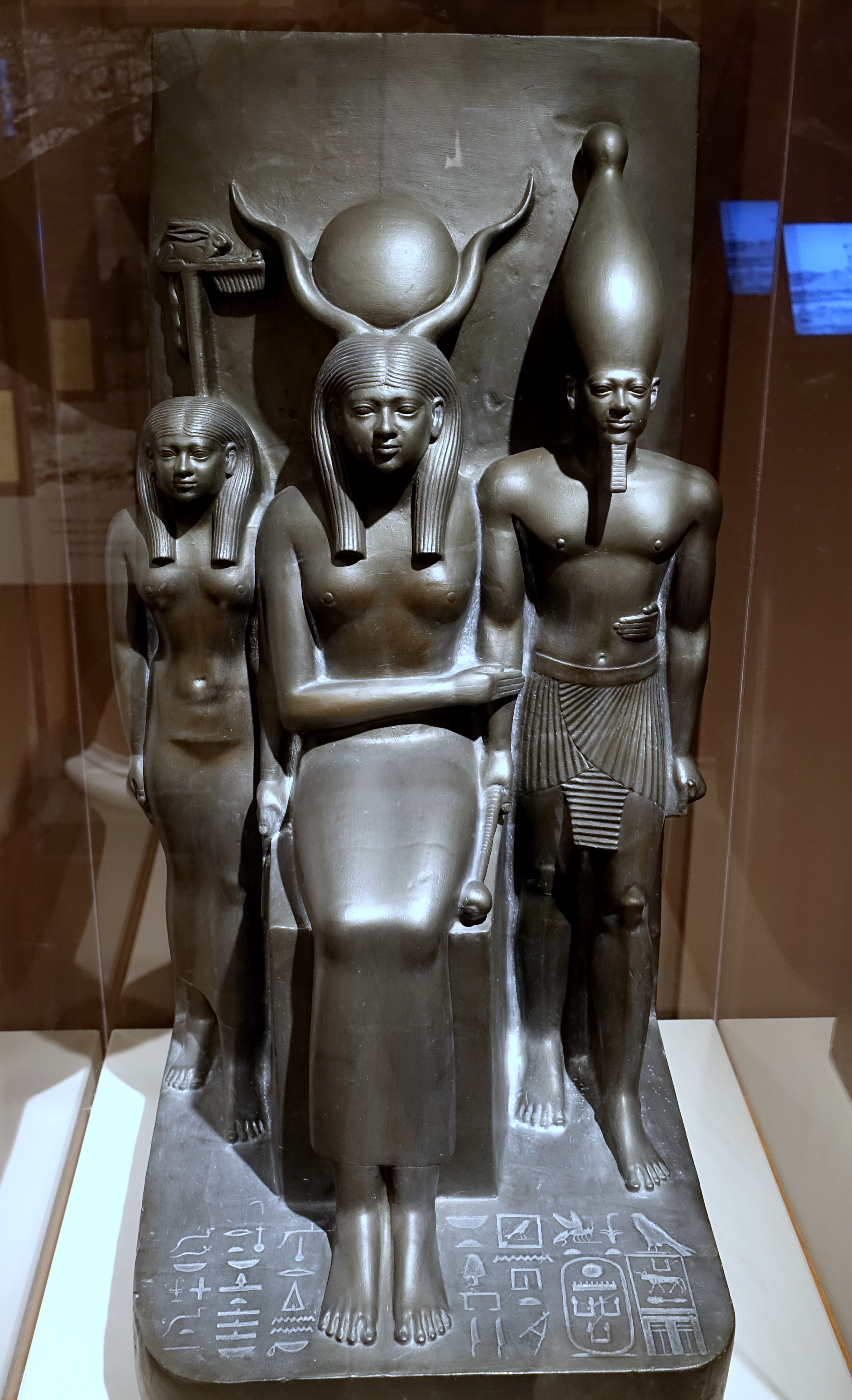
Triade avec Hathor assise au centre, 15e nome, Hermopolis Magna, nome du Lièvre, 84,5 × 43,5 cm. Musée des Beaux-Arts de Boston MFA 09.200.
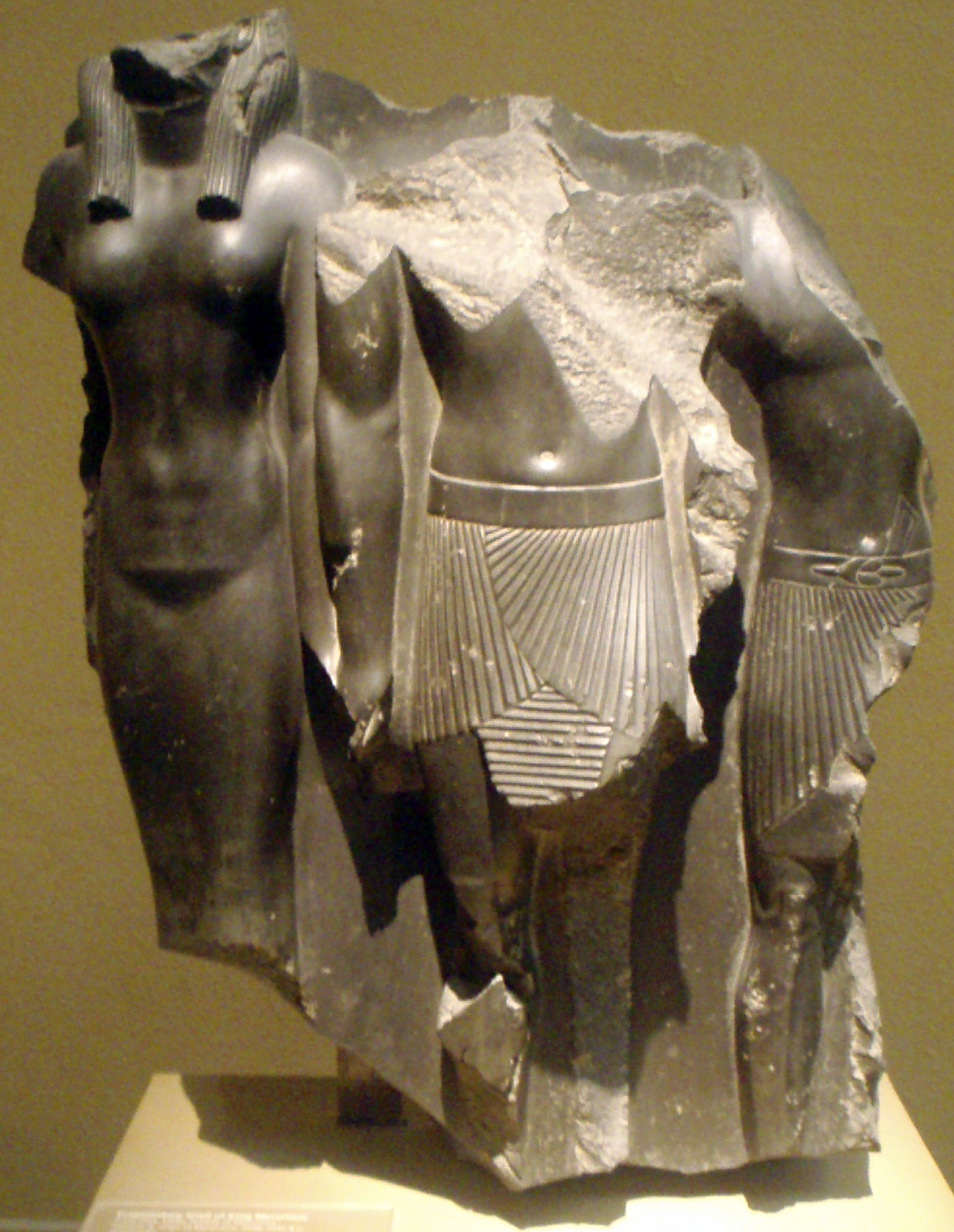
Triade incomplète. Pas d'indices pour qualifier un nome. Musée de Boston, MFA 11.3,47.
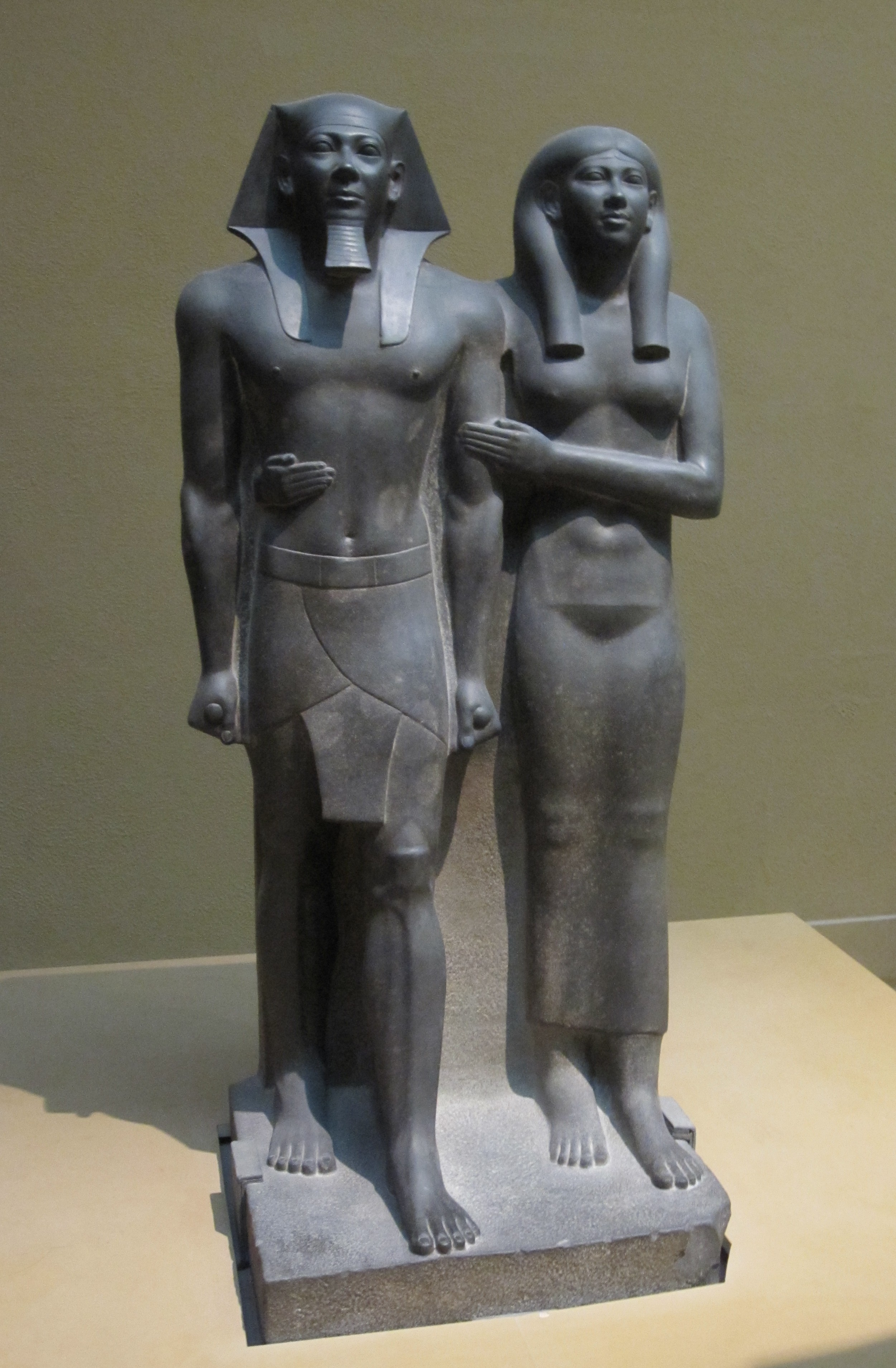
Mykérinos et son épouse, la hauteur du groupe est le double de celle des triades. 53,3 × 180 cm. Musée de Boston.